# Huracà de Belize de 1931
L'huracà de Belize de 1931 va ser un huracà devastador de categoria 3 que va colpejar la ciutat de Belize el 10 de setembre de 1931 i deixava al seu pas unes 2.500 víctimes mortals. Tanmateix, no es va acostar a la força de l'huracà Hattie de 1961, que segueix sent tant l'huracà i el desastre natural més mortífer en la història de Belize. A banda de malmetre la capital, també va devastar tota la costa nord del país.

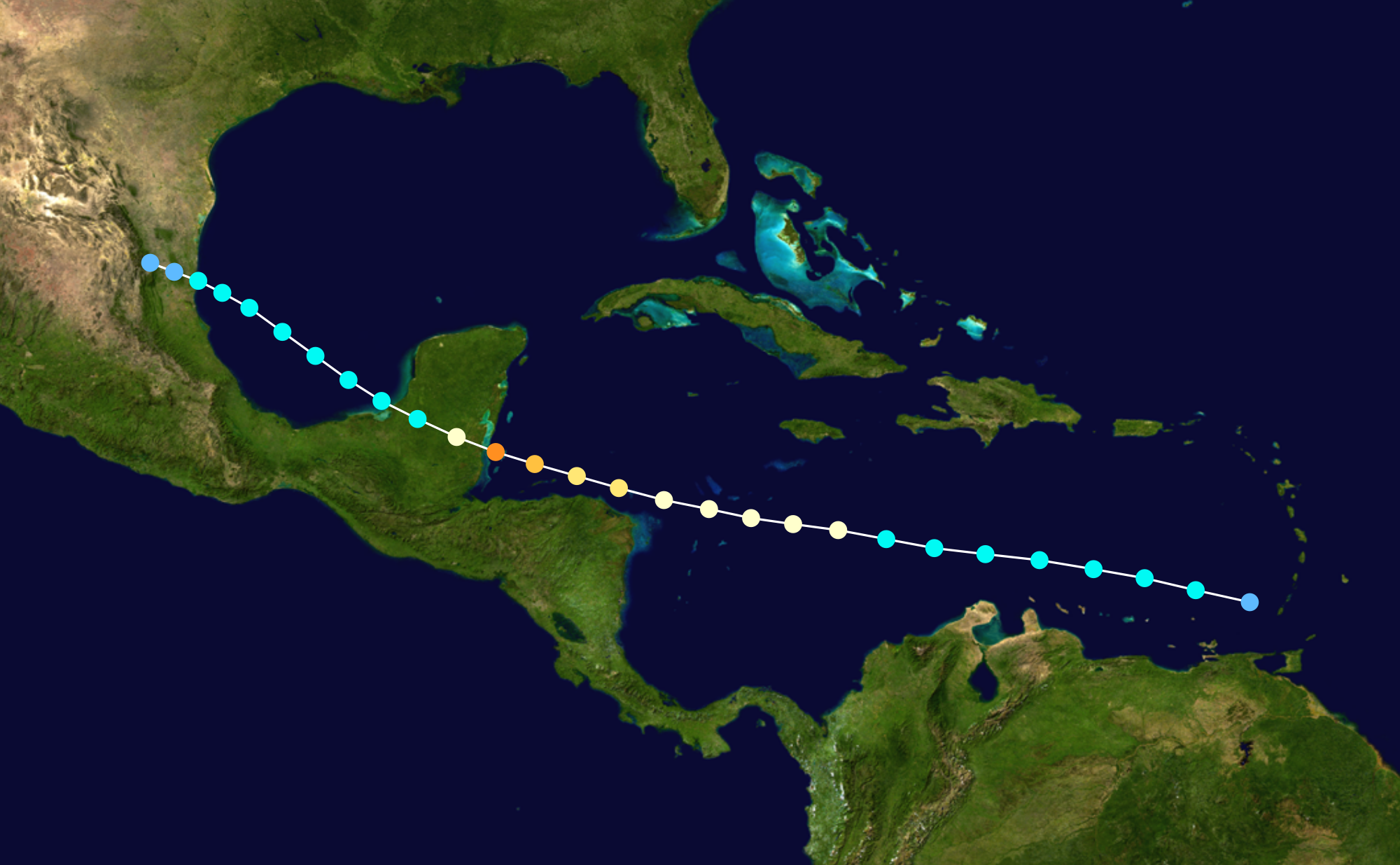
Trajectòria del cicló.

A principis de setembre, l'huracà es generà com una tempesta tropical a l'est de Barbados que es movia en direcció oest a través del Carib. La tempesta no es va reforçar més enllà de l'estatus de tempesta tropical durant els seus primers quatre dies, però s'intensificava ràpidament el 10 de setembre convertint-se en un gran huracà amb vents de 201 km/h vents quan colpejava la ciutat de Belize. La sobreintensitat de tempesta de l'huracà devastava aquesta ciutat costanera.
El 10 de setembre és festa nacional a Belize on celebren la desfeta dels espanyols en la batalla de St George's Caye. Aquest fet i les dificultats de predir la trajectòria i la intensitat dels huracans en aquella època van contribuir en l'alt nombre de víctimes mortals.
La tempesta llavors es va moure cap al golf de Campeche i feia una segona recalada prop de Veracruz, Mèxic, abans de dissipar-se interior enllà.